# Ornaatgaai
De ornaatgaai (Cyanolyca pulchra) is een zangvogel uit de familie Corvidae (kraaien).

## Verspreiding en leefgebied
Deze soort komt voor in de westelijk Andes van zuidwestelijk Colombia en noordwestelijk Ecuador.

## Status
De grootte van de populatie is in 2022 geschat op 4600-16.000 volwassen vogels. Deze toch al kleine populatie gaat achteruit door ontbossing. Op de Rode lijst van de IUCN heeft deze soort daarom de status gevoelig.